# Camptosphaeria venezuelensis
Camptosphaeria venezuelensis är en svampart som beskrevs av J.C. Krug & Jeng 1977. Camptosphaeria venezuelensis ingår i släktet Camptosphaeria och familjen Lasiosphaeriaceae.   Inga underarter finns listade i Catalogue of Life.